# 1874 aux Territoires du Nord-Ouest
Chronologie des Territoires du Nord-Ouest
- 1870
- 1871
- 1872
- 1873
- 1874
- 1875
- 1876
- 1877
- 1878

Cette page concerne des événements d'actualité qui se sont produits durant l'année 1874 dans le territoire canadien des Territoires du Nord-Ouest.

## Politique
- Premier ministre : Joseph Édouard Cauchon (Lieutenant-gouverneur du Manitoba)
- Législature : Conseil temporaire nord-ouest (en)

## Événements

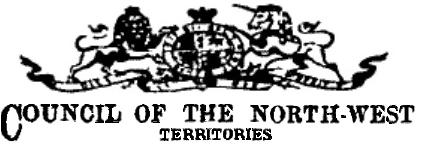
Logo du conseil des Territoires du nord-ouest à ses débuts

- 1er octobre : Fondation de la base de la police montée du Nord-Ouest à Fort Macleod.